# Слюньков, Николай Никитович
Никола́й Ники́тович Слюнько́в (бел. Мікалай Мікітавіч Слюнькоў; 26 апреля 1929, местечко Городец, Рогачёвский район, Бобруйский округ, БССР, — 9 августа 2022, Минск, Беларусь) — советский партийный деятель. Первый секретарь ЦК Коммунистической партии Беларуси (1983—1987). Член ЦК КПСС (1986—1990), кандидат в члены Политбюро ЦК КПСС (1986—1987), член Политбюро ЦК КПСС (1987—1990). Лауреат Государственной премии СССР (1971). Герой Социалистического Труда (1974).

## Биография
Родился в крестьянской семье в местечке Городец (в настоящее время Гомельская область). Окончил Минский автомеханический техникум (1950) и Белорусский институт механизации сельского хозяйства (1954—1962).
В 1960—1965 годах — директор Минского завода тракторных запасных частей (в настоящее время — Минский завод шестерён).
В 1965—1972 годах — директор Минского тракторного завода, генеральный директор Минского производственного тракторостроительного объединения.
В 1972—1974 годах — первый секретарь Минского горкома Компартии Беларуси.
В 1974—1983 годах — заместитель председателя Госплана СССР.
В 1983—1987 годах — первый секретарь ЦК Компартии Беларуси.
За время руководства республикой производство валовой продукции сельского хозяйства увеличилось на 30 %, себестоимость снизилась на 18 %, производительность труда выросла на 34 %. Прибавка в реализации молока составила 1 млн 368 тыс. тонн с ростом на 36 %, скота и птицы ― на 506 тыс. тонн. Рентабельность агропромышленного комплекса поднялась с 3 до 36 %. Зарплата на селе выросла в 1,5 раза, достигнув 93 % от средней зарплаты по республике. Все ранее убыточные хозяйства стали работать прибыльно. Количество дачных наделов достигло 165 тысяч. Исчезли очереди в магазинах. По итогам Всесоюзного социалистического соревнования в 1983―1987 гг. Беларусь была признана безусловным победителем.
В 1987—1990 годах — член Политбюро ЦК КПСС и секретарь ЦК КПСС, одновременно в 1987—1988 гг. — заведующий экономическим отделом ЦК КПСС.
В 1988—1990 годах — председатель Комиссии ЦК КПСС по вопросам социально-экономической политики.
С 1990 года — персональный пенсионер союзного значения. Жил в Минске.
Скончался 9 августа 2022 года. Похоронен на Восточном кладбище Минска.

## Награды
- Герой Социалистического Труда (03.01.1974);
- два ордена Ленина (05.04.1971; 03.01.1974);
- два ордена Трудового красного знамени (05.08.1966; 25.04.1979);
- Медаль «В ознаменование 100-летия со дня рождения Владимира Ильича Ленина» (1970).